# Pirouetten (Comic)
Pirouetten (englisch Spinning) ist ein autobiografischer Comic von Tillie Walden. Sie erzählt darin von ihrem Heranwachsen; im Zentrum stehen ihre zwölf Wettkampfjahre als Eiskunstläuferin. Mit Spinning präsentiert Walden ihre dritte Graphic Novel in zwei Jahren und ihr erstes autobiografisches Werk. Die US-amerikanische Ausgabe erschien 2017 bei First Second Books, die deutsche Übersetzung veröffentlichte Reprodukt im Jahr 2018.

## Inhalt
Hintergrund und Inhalt von Waldens autobiografischem Werk ist ihr Heranwachsen als Kind und Jugendliche, insbesondere ihre zwölf Jahre im Eiskunstlauf. Außerdem geht sie auf Mobbing, die komplexen Beziehung zu ihren Eltern und dem Bruder sowie auf die eigene Sexualität ein. Die Geschichte beginnt, als Walden zehn Jahre alt ist und ihre Familie gerade recht plötzlich von New Jersey nach Texas umgezogen ist. Schon vor ihrem Umzug trainierte sie Eiskunstlauf, muss sich allerdings auch in diesem Bereich erst in ihre neue Umgebung einfinden. Ihre Tage sind von einer strengen Routine geprägt: Unter der Woche muss sie täglich für ihr Training vor dem Schulunterricht sehr früh aufstehen, an den Wochenenden finden die Wettkämpfe statt. 
Während sie sich zunehmend von der Kultur rund um den kompetitiven Sport entfremdet, entdeckt sie ihr Talent und ihre Leidenschaft als Comiczeichnerin. Dabei findet sie immer mehr ihre künstlerische Stimme und Ausdrucksweise. Erst kurz vor Abschluss ihrer High-School beendet sie ihre Karriere als Eiskunstläuferin, vor allem weil der Sport bis dahin eine wichtige Konstante in ihrem Leben war und es unmöglich schien, unvermittelt damit aufzuhören. Walden, die sich ihrer Homosexualität bereits seit ihrem fünften Lebensjahr bewusst ist, beschreibt in Pirouetten ebenfalls ihre erste, von Unsicherheit geprägte Romanze mit einem anderen Mädchen. Sie erzählt außerdem noch von der sexuellen Nötigung durch ihren SAT-Lehrer. Die Geschichte schließt mit einem umfangreichen Nachwort der Künstlerin.

## Entstehung und Stil
Die Idee für ihren Comic hatte Walden gegen Ende des ersten Jahres während ihres Studiums am Center for Cartoon Studies, als sie an einem Kurz-Comic über Eiskunstlauf arbeitete. Zunächst habe es sich so angefühlt, als sei das Thema für sie zu stark mit negativen Emotionen belastet. Gerade das aber habe sie motiviert, sich des Themas anzunehmen und einen umfangreichen Comic zu verfassen. Da es ihr erstes autobiografisches Werk war, sei die Arbeit besonders mühsam und anstrengend, jedoch am Ende umso lohnender gewesen. Als künstlerischen Einfluss für Linienführung und Komposition von Bildern sowie Panels nennt Walden Manga und Anime, bezüglich der autobiografischen Aspekte sieht sie sich insbesondere durch Fun Home von Alison Bechdel und David Smalls Stitches inspiriert.
Walden setzt Pirouetten mit einem minimalistischen sowie eleganten Strich um. Ihre zarten und fast schon zurückhaltend gezeichneten Bilder wirken skizzenhaft, die Figuren und Kulissen umgibt sie mit großzügigen Flächen negativen Raums, der regelmäßig in Weiß gehalten ist. Der Comic ist fast ausschließlich in kontrastreichen, von dunklen bis hellen Lila- und Violett-Tönen koloriert. In einigen Passagen verwendet Walden ein deckendes, aber blasses Gelb für elektrisches oder Sonnenlicht. Die abwechslungsreiche Seitengestaltung – auf den Seiten finden sich neben klassischen Panels auch Splash-Panels oder Szenen ohne Rahmen um die Zeichnungen – bringt zusammen mit dem Erzählrhythmus Dynamik und Spannung in die introspektive Geschichte. Die einzelnen Kapitel sind nach Sprüngen und Figuren aus dem Eiskunstlauf benannt, wie beispielsweise Flip, Axel oder Lutz.

## Veröffentlichungen
Mit Spinning präsentiert Walden ihre dritte Graphic Novel in zwei Jahren und ihr erstes autobiografisches Werk. Die US-amerikanische Originalausgabe erschien 2017 bei First Second Books (400 Seiten, farbig, ISBN 978-1-62672-940-7). Im folgenden Jahr brachte Reprodukt die deutsche Übersetzung von Sven Scheer unter dem Titel Pirouetten heraus; das Handlettering übernahm Olav Korth (404 Seiten, zweifarbig, ISBN 978-3-95640-161-9). Es ist Waldens erstes Buch auf Deutsch. Es gibt weitere Übersetzungen ins Italienische, Russische, Spanische und Tschechische.

## Kritiken
Sven Stillich findet in Die Zeit, dass sich Walden ihren Ruhm wohlverdient hat; „[v]om Publikum gefeiert, von ihren Kollegen gelobt, von der Kritik mehrmals ausgezeichnet“. Sie beweise mit Pirouetten fraglos großes Talent als Comic-Künstlerin und beweise, wie „macht- und eindrucksvoll […] Graphic Novels sein können, die sich mit komplexen Gefühlen und komplizierten Themen auseinandersetzen.“ Eiskunstlauf nehme einen entscheidenden Stellenwert ein, dabei sei allerdings die „metaphorische Bedeutung des Sports im Buch wichtiger als die eigentliche“.
In Der Tagesspiegel schließt sich Barbara Buchholz dem Urteil an, in Pirouetten gehe es nur vordergründig um Eiskunstlauf, eigentlich erzähle sie von „Erwachsenwerden, Coming-Out und Emanzipation“. Um die Geschichte mit Genuss lesen zu können, brauche man kein besonderes Interesse am Sport. Das liege „ebenso an den vielen Facetten der Erzählung wie an Waldens Liebe zum grafischen Erzählen“. Sie habe sichtbar „viel Arbeit und Konzentration“ in ihr Werk gesteckt und man könne von Glück sprechen, dass Walden die „Schlittschuhe an den Nagel gehängt hat, um Comics zu machen“.
In The Guardian fasst Rachel Cooke Spinning als Waldens bis dahin beste Veröffentlichung zusammen. Trotz des großen Umfangs von fast 400 Seiten ziehe einen die intime, aber auch charmante Autobiografie vollständig in ihren Bann („surely her best [book] to date […] never anything less than wholly absorbing“).
Douglas Wolk in The New York Times empfindet das Werk ebenfalls als fesselnd und beschreibt den Rückblick als herrlich ruhig. Dabei konzentriere sich Walden vor allem darauf, das Gefühl einzufangen, das sie mit dem Sport und Training verbinde, beispielsweise das extrem frühe Aufstehen oder der kalte, offene Raum über dem Eis („engrossing, gorgeously quiet look back […] she’s more concerned with evoking the feeling of being a skater: the chill of early-morning wake-ups […], the openness above the ice in an empty rink“).
Oberflächlich betrachtet befasse sich Spinning nur mit Eiskunstlauf, aber wie das Leben passten auch diese Memoiren in keine eindeutige Schublade. Weiterhin hält Lauren Orsini bei Forbes fest, Walden scheue sich nicht vor schwierigen Themen und liefere eine Biographie, die sowohl ergreifend als auch manchmal schmerzhaft ausfalle („life doesn’t fit into neat categorizations, and neither does this memoir […] Walden refuses to gloss over the tough stuff, delivering a memoir that is both poignant and, at times, painful“).

## Auszeichnungen
2018 wurde Spinning mit einem Eisner Award in der Gattung „Best Reality-Based Work“ ausgezeichnet. Damit ist Walden bislang die jüngste Comic-Künstlerin, die mit dem Preis geehrt wurde. Im folgenden Jahr erhielt die deutsche Veröffentlichung einen Rudolph-Dirks-Award in der Kategorie „Beste Publikationen“ im Genre „Tabubruch / Erotik“.